# Paul Kuën
Paul Kuën (* 8. April 1910 in Neuburg an der Kammel; † 4. Februar 1997 in Sulzberg) war ein deutscher Opernsänger (Charaktertenor).

## Leben
Er studierte in München und debütierte 1933 in Konstanz. 1951–1957 war er bei den Bayreuther Festspielen der Dauerinhaber der Rolle des Zwergs Mime im Ring des Nibelungen, die er ebenfalls 1958 für Georg Soltis Studio-Rheingold aufnahm. Als Charaktertenor wurde Kuën weltweit für seine auch in den höchsten Tonlagen (und in fortgeschrittenem Alter) äußerst flexible und von der Komik her exzellent kontrollierte Stimme gefeiert. International waren Kuëns Rivalen Julius Patzak und Gerhard Unger; vom Stil und Repertoire her sind seine Erben (die allerdings „bösartigeren“) Gerhard Stolze und Heinz Zednik
Schüler von ihm war unter anderem Christian Gerhaher.

## Hörbeispiele
- Richard Wagner: Siegfried, 1. Aufzug: Schmiedelied (MP3; 2,0 MB)
Siegfried: Bernd Aldenhoff; Mime: Paul Kuën; Dirigent: Joseph Keilberth; Festspielhaus Bayreuth, 14. August 1952
- Richard Wagner: Siegfried, 1. Aufzug: He, Mime! Geschwind! Wie heißt das Schwert? (MP3; 1,0 MB)
Siegfried: Bernd Aldenhoff; Mime: Paul Kuën; Dirigent: Joseph Keilberth; Festspielhaus Bayreuth, 14. August 1952
- Richard Wagner: Siegfried, 1. Aufzug: Hoho! Hoho! Hohei! (MP3; 522 kB)
Siegfried: Bernd Aldenhoff; Mime: Paul Kuën; Dirigent: Joseph Keilberth; Festspielhaus Bayreuth, 14. August 1952